# Melanalopha
Melanalopha es un género de polillas de la subfamilia Olethreutinae, familia Tortricidae.

## Especies
- Melanalopha lathraea Diakonoff, 1941